# Nicolas Jenson

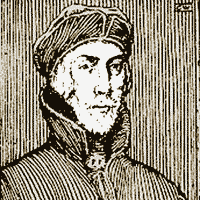
Nicolas Jenson

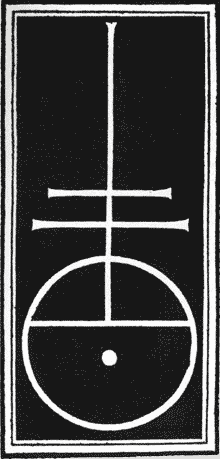
Druckersignet Nicolas Jensons

Nicolas Jenson (* 1420 in Sommevoire, Frankreich; † 1480 in Venedig) war ein bedeutender französischer Schriftentwerfer, Stempelschneider, Typograf, Kalligraf, Drucker, Verleger und Buchhändler.

## Leben
Nicolas Jenson war anfangs Maler, lernte den Beruf des Kupferstechers und arbeitete bei der königlich-französischen Münze Monnaie de France in Paris, möglicherweise als Graveur, später war er Münzmeister der Stadt Tours. Am 4. Oktober 1458 sandte ihn der französische König Karl VII. per Dekret nach Mainz, um die von Johannes Gutenberg erfundene neue Kunst der beweglichen Druck-Lettern zu studieren und so dessen Erfindung auch für Frankreich nutzbar zu machen. Vielleicht arbeitete Jenson längere Zeit in der Druckerei von Peter Schöffer und schuf dort auch bereits neue Schriftschnitte und dauerhafte Punzen.
Ab etwa 1469 war Jenson in Venedig und arbeitete zuerst für die Gebrüder Johannes und Wendelin von Speyer, die er aus seiner Mainzer Zeit kannte. Dort entstand 1470 als erste eine Antiqua-Schrift, die für den Druck von Ciceros Epistolae ad Brutum (GW 6859) verwendet wurde. Die Jenson-Antiqua war die erste qualitativ überzeugende Antiqua der Typografiegeschichte und wurde in den folgenden Jahrzehnten in ganz Italien nachgeahmt. 1471 folgten eine griechische, nach 1473 insgesamt fünf rundgotische Schriften bzw. Gotico-Antiquas. Neben einer Druckerei betrieb er ab 1475 eine Buchhandelsgesellschaft. Seine wichtigsten Geschäftspartner waren in den Jahren bis 1480 die Frankfurter Kaufleute Johannes Rauchfass und Peter Ugelheimer. 1480 schloss sich die von ihnen gegründete Gesellschaft auch mit den deutschen Druckern um Johann von Köln zusammen. Als Nicolas Jenson 1480 in Venedig starb, war er ein wohlhabender, angesehener Mann und der bedeutendste Drucker-Verleger Venedigs in der Zeit vor Aldus Manutius.
In der venezianischen Dekade entstanden insgesamt ca. 100 Druckwerke. Hier wurde unter anderem im Jahre 1475 De Civitate Dei (Die Stadt Gottes) von Augustinus und 1476 De proprietate latini sermonis von Nonius Marcellus von ihm gedruckt.

## Schriften

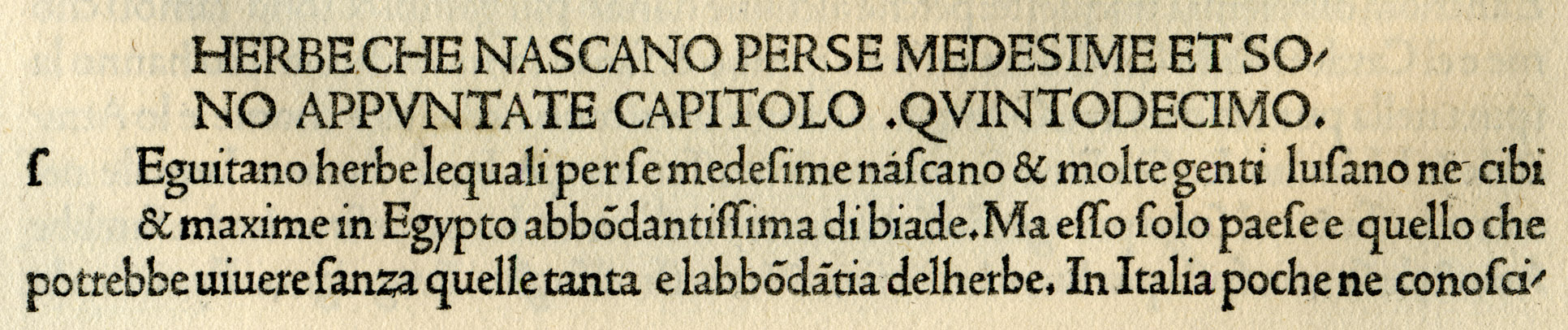
Italienische Plinius-Ausgabe von 1476

Die genannten Schriften nach 1470 können klar Jenson zugeschrieben werden. Die 1469 von Johann von Speyer verwendete Antiqua für Ciceros Epistolae familiares ist der des Jenson so ähnlich, dass auch sie möglicherweise aus seiner Werkstatt stammte; Albert Kapr vermutet, dass eine Schrift der Druckerei des Klosters Marienthal ebenfalls von Jenson gestammt haben könnte.

### Moderne Nachschnitte
Die Formen der 1470 entstandenen Jenson-Antiqua gelten in ihrer kraftvollen Ästhetik und Lebendigkeit für viele heute noch als unerreicht. Zahlreiche Antiqua-Schriften, die zu Beginn des 20. Jahrhunderts entstanden, bauen auf dem Charakter der Jenson-Antiqua auf oder sind fast exakte Kopien. Insbesondere sind dies die Schriften der Privat-Pressen: Kelmscott Press (Golden Type), Doves Press, Bremer Presse, Cranach-Presse usw. 1913 richtete Harry Graf Kessler  unter dem Namen „Cranachpresse“ seinen eigenen Verlag in Weimar ein und bat Emery Walker, eine Type für seine Druckerpresse zu entwerfen. Wie er es auch bei früheren Privatpressen (Kelmscott, Doves und Ashendene) gefertigt hatte, beauftragte Walker Edward Prince mit dem Schnitt der Buchstaben. Unglücklicherweise hatte Prince ernsthafte Probleme, die kursive Schrift nach Giovanni Antonio Tagliente (gestorben 1527 in Venedig) zu schneiden, obwohl ihm Edward Johnston dabei half. Die Typen wurden erst nach dem Tod von Prince (gestorben 1923) fertiggestellt und kaum benutzt.
Bruce Rogers entwickelte die Centaur 1912–1914, von der 1928 eine Variante für die Monotype Corporation entstand, Morris Fuller Benton die Cloister Old Style (1914) für die American Type Founders (ATF). Moderne Versionen entstanden mit der ITC Legacy (Ronald Arnholm, 1992) und Adobe Jenson (Robert Slimbach, 1995); die San Marco von Karlgeorg Hoefer (1991) baut auf den rundgotischen Schriften Jensons auf und eignet sich somit für die Schriftmischung mit den angeführten Antiqua-Schriften.